# BASHLITE
BASHLITE (auch bekannt als Gafgyt, Lizkebab, PinkSlip, Qbot, Torlus und LizardStresser) ist Malware, die Linux-Systeme infiziert, um Distributed-Denial-of-Service-Angriffe (DDoS-Angriffe) zu starten. Sie wurde bereits verwendet, um Angriffe von bis zu 400 Gbps zu starten. Die Malware war zuerst unter dem Namen Bashdoor bekannt, aber so wird nun das von der Software verwendete Exploit genannt.
Die Originalversion aus 2014 nutzte eine Schwachstelle in der Bash Shell – die Shellshock-Sicherheitslücke – aus, um Geräte, die BusyBox verwenden, anzugreifen. Einige Monate später wurde eine Variante gefunden, die auch andere unsichere Geräte im lokalen Netzwerk infizieren konnte. 2015 wurde der Source Code geleakt, wodurch viele weitere Varianten entstanden. 2016 wurde gemeldet, dass eine Million Geräte infiziert worden waren.
Von den identifizierbaren Geräten in dem Botnet im August 2016 waren fast 96 % IoT-Geräte (von welchen 95 % Kameras und DVRs waren) und grob 4 % Heimnetzrouter. Kompromittierte Linux-Server machten einen Anteil von unter einem Prozent aus.

## Design
BASHLITE wurde in C geschrieben und so designet, dass die Software einfach zu anderen Computer-Architekturen zu cross-compilen ist.
Die exakten Fähigkeiten unterscheiden sich bei Varianten, aber die am häufigsten implementierten Features erlauben die Ausführung verschiedener Arten von DDoS-Attacken:
- Offenhalten von TCP-Verbindungen
- Senden von zufälligen „Junk-Daten“ an einen TCP oder UDP-Port
- Mehrfaches Senden von TCP-Paketen mit spezifizierten Flags.

Manche Varianten erlauben dem Angreifer auch das arbiträre Ausführen von Shell-Befehlen auf dem infizierten Gerät.
BASHLITE nutzt ein Client-Server-Modell für Command and Control. Das für die Kommunikation verwendete Protokoll ist im Prinzip eine leichtere Version des Internet-Relay-Chat-Protokolls (IRC-Protokolls). Obwohl mehrere Command-and-Control-Server unterstützt werden, haben die meisten Varianten einen einzigen Befehl oder eine einzige IP-Adresse hartkodiert.
Die Malware verbreitet sich mithilfe von Brute-Force-Attacken; eine mitgepackte Liste von häufigen Nutzernamen und Passwörtern wird wie folgt verwendet: BASHLITE verbindet sich mit einer zufälligen IP-Adresse und versucht sich einzuloggen, wobei erfolgreiche Versuche dem Command-and-Control-Server gemeldet werden.

## Technische Bezeichnungen
Als BashLite
- ELF/Gafgyt.[Buchstabe]!tr (Fortinet)
- Backdoor.Linux.BASHLITE.[Buchstabe] (Trend Micro)

Als Gafgyt
- ELF/Gafgyt.[Buchstabe]!tr (Fortinet)
- HEUR:Backdoor.Linux.Gafgyt.[Buchstabe] (Kaspersky)
- DDoS:Linux/Gafgyt.YA!MTB (Microsoft)
- ELF_GAFGYT.[Buchstabe] (Trend Micro)

Als QBot
- Trojan-PSW.Win32.Qbot (Kaspersky)
- Backdoor.Qbot (Malwarebytes)
- Win32/Qakbot (Microsoft)
- Bck/QBot (Panda)
- Mal/Qbot-[Buchstabe] (Sophos)
- W32.Qakbot (Symantec)
- BKDR_QAKBOT (Trend Micro)
- TROJ_QAKBOT (Trend Micro)
- TSPY_QAKBOT (Trend Micro)
- WORM_QAKBOT (Trend Micro)
- Backdoor.Qakbot (VirusBuster)

Als PinkSlip
- W32/Pinkslipbot (McAfee)